# ژیان‌مرغ ریشدار
ژیان‌مرغ ریشدار (نام علمی: Polystictus pectoralis) نام یک گونه از تیره ژیان‌مرغ است.